# Federation for European Storytelling
Federation for European Storytelling (FEST) är ett internationellt nätverk för organisationer som främjar och utvecklar muntligt berättande. FEST bildades år 2012 i Belgien.